# Raikova Moghila, Haskovo
Raikova Moghila (în bulgară Райкова Могила) este un sat în comuna Svilengrad, regiunea Haskovo,  Bulgaria. 

## Demografie
Componența etnică a satului Raikova Moghila
     Bulgari (65,36%)
     Nicio identificare (34,63%)
     Altele (0%)
La recensământul din 2011, populația satului Raikova Moghila era de 257 locuitori. Din punct de vedere etnic, majoritatea locuitorilor (65,36%) erau bulgari. Pentru 34,63% din locuitori nu este cunoscută apartenența etnică.